# Аттака
Аттака – індонезійське офшорне нафтогазове родовище, виявлене у Макасарській протоці.
Аттака належить до нафтогазового басейну Кутей, виникнення якого пов’язане із виносом осадкового матеріалу потужною річкою Махакам. Родовище відкрили у 1970 році унаслідок спорудження свердловини Attaka-1A, яка досягнула глибини 3554 метри, після чого розміри відкриття уточнили за допомогою семи оцінних свердловин. Під час подальших робіт на Аттака виявили півсотні покладів, які знаходяться на глибинах від 853 до 2325 метрів. Скупчення вуглеводнів пов’язані із пісковиками епохи міоцену. Запаси родовища оцінили у 1023 млн барелів нафтового еквівалента.
Родовище знаходиться в районі з глибиною моря близько 60 метрів, тому його розробку організували за допомогою стаціонарних споруд. Всього встановили 10 платформ, з яких 6 призначались для розміщення фонтанних арматур. Крім того, в 1981 – 1987 роках 7 свердловин облаштували у підводному виконанні. Всього на родовищі пробурили понад сотню видобувних свердловин. 
Видобуток на Аттака стартував у 1972-му і досягнув піку в 1977-му з показником у 117 тисяч барелів на добу. Піковий видобуток газу прийшовся на 1980 рік та становив 4,9 млн м3 на добу. Станом на 1992 рік ці показники становили вже лише 44 тисячі барелів та 3,7 млн м3 газу, при цьому накопичений видобуток з родовища досягнув 486 млн барелів нафти та 24 млрд м3 газу. Станом на 2001-й накопичений видобуток сягнув 600 млн барелів нафти та 37 млрд м3 газу. 
Видачу продукції з Аттака організували за допомогою нафтопроводу діаметром 450 мм та газопроводу діаметром 300 мм, які прямують до термінала Сантан. Останній забезпечує додаткову підготовку та вивіз нафти танкерами, тоді як газ передається до трубопровідної системи Бадак – Бонтанг, перша нитка якої пройшла повз Сантан у 1976 році. 
Родовище належало до ліцензійної ділянки Махакам, право на яку мав консорціум під американської Unocal (оператор, в 2005 році стала частиною нафтогазового гіганта Chevron) та японської Inpex, при цьому частка кожного з учасників складала 50%. У 2018-му родовище перейшло до індонезійської державної компанії Pertamina.